# رسام كرتون
رسام الكرتون (بالإنجليزية: Cartoonist)‏ هو شخص يرسم الكرتون الذي يعني هنا الرسوم المصورة في المطبوعات، مثل الكاركاتير والقصص المصورة. معظم عمله منذ السابق وحتى الآن هزلي ولأغراض التسلية، معظم الكرتون التقليدي منوع المواضيع في لوحة واحدة، وينشر في المطبوعات بطرق مختلفة كمجلات مثل ذا نيويوركر وبانش.
المصطلح يسري أيضا على رسامي الكرتون الافتتاحي والسياسي الجاد، كما ويشمل رسامي القصص المصورة المجزأة (المقططعة في الجرائد) والكاملة (المطبوعة المكونة من قصص مصورة فقط) والروايات المصورة. غالبا ما يطلق مصطلح الروائي الرسام (بالإنجليزية: Graphic Novelist)‏ لرسامي «الكرتون طويل الأمد».
كما أن المصطلح يسري على من يرسم الرسوم المتحركة، بالرغم من أن من يقوم بذلك عادة ما يطلق عليه رسام رسوم متحركة.

## طريقة العمل
في بداية عمل رسم الكرتون، يقوم الرسام برسم لوحات بسرعة بالمرسمة، قبل أن يحبر عليها باللون الأسود مستخدما فرشاة أو قلم ريشة، رسامو الكرتون المنشور في الويب غالبا مايستخدمون الطرق الرقمية.
الكرتون يستخدم أيضا في بعض الأفلام والتلفزيون كلقطات الأحلام أو اللقطات الخيالية أو لوحات عناوين الأفلام.

## تاريخ
ارتبطت القصص المصورة المقططعة منذ البداية مع الصحف الكبيرة، مثل تلك القصص المصورة التي تنشر بواسطة دور نشر لتبيعها إلى الصحف مثل يونيفرسال بريس سينديكايت، يونايتد ميديا، كينغ فيتشرس. القصص المصورة مثل غارفيلد تلون لدى شركات تلوين مختصة قبل أن تنشر. القصص المصورة المقططعة قد تجمع وتنشر في كتب، بينما بعض القصص المصورة المقططعة تنشر عبر الصحافة البديلة عبر الإنترنت.
ناشرو القصص المصورة الكبار مثل مارفل أو دي سي كوميكس، ينشؤون فرقا من رسامي الكرتون (بفصل رسامي المرسمة، التحبير، والكتابة بينما تقوم شركات التلوين بعملها رقميا).

## صيغة الرسم
قد يعمل رسامو الكرتون في صيغ مختلفة، ككرتون المقالب المرسوم في لوحة واحدة، كرتون مقدمة المقالة، القصص المصورة المقططعة، كتب القصص المصورة، الروايات المصورة، أو الرسوم المتحركة.